# Баграм
Багра́м (также Беграм, раньше Капики или Каписа; дари بگرام Bagrām) — старинный город (возможно, Александрия Кавказская) и крупный аэропорт в 60 километрах к северу от Кабула в афганской провинции Парван.

## История
Баграм — город с древней историей. Известен уже со времён Бактрийского царства.

### Авиабаза
В 1950-х годах в нескольких километрах от города был построен аэропорт. В 1976 году там была построена взлётно-посадочная полоса длиной 3000 метров, она способна принимать тяжёлые транспортные самолёты и стратегические бомбардировщики. На территории авиабазы Баграм находится три больших ангара, контрольная башня и значительное число технических построек. К взлётно-посадочной полосе ведут пять рулёжных дорожек, а общее число летательных аппаратов, одновременно находящихся на базе, может достигать 110.
В годы Афганской войны (1979—1989) это был крупнейший аэропорт в Афганистане и военно-воздушная база ВВС СССР. На аэродроме базировался 378-й отдельный штурмовой авиационный полк на самолётах Су-25.
С 2002 по 2021 год использовалась ВВС США в ходе американских военных действий. В Баграме базировалось 455-е экспедиционное крыло ВВС США. 1 июля 2021 года американские военные покинули авиабазу, а 15 августа 2021 года в ходе последовавшего наступления она была взята под контроль исламистским движением «Талибан».